# Capgemini Engineering
Capgemini Engineering ist ein französisches Beratungsunternehmen, das vor allem in der Technologieberatung tätig ist. Capgemini Engineering, ehemals Altran, ist seit April 2020 eine Tochter von Capgemini.

## Profil
Capgemini Engineering ist ein weltweit agierendes Beratungsunternehmen und Ingenieurdienstleister, das vor allem auf Spitzentechnologie-, IT und Innovation Consulting spezialisiert ist.
Capgemini Engineering begleitet seine Kunden bei der Konzeption und Entwicklung neuer Produkte und Dienstleistungen und berät Unternehmen aus den Bereichen Automobilbau, Luft- und Raumfahrt, Energie, Finanzen, Healthcare, Schienen- und Transportwesen sowie Telekommunikation. Capgemini Engineering deckt sämtliche Stufen der Projektentwicklung ab, von der strategischen Planung bis hin zur Serienreife. Die Aktie von Altran war an der Euronext-Börse in Paris gelistet und Bestandteil des Next 150-Index und des CAC Mid 60-Index.

## Unternehmensentwicklung
Die ehemals börsennotierte Aktiengesellschaft wurde 1982 in Paris gegründet. Heute ist die Altran Group ein weltweites Netzwerk mit rund 100 Tochtergesellschaften in 20 Ländern in Europa, Asien, Nord- und Südamerika. Insgesamt arbeiten rund 26.000 Mitarbeiter für Altran, davon über 18.000 Berater. Im Jahr 2015 betrug der Umsatz weltweit 1,945 Mrd. Euro.
Altran ist seit 1996 am deutschen Markt präsent. Die Altran Deutschland S.A.S. & Co. KG mit Sitz in München wurde 2009 gegründet. Sie ging aus den vormaligen deutschen Tochterfirmen Altran CIS, ASKON ConsultingGroup, BERATA und EUROSPACE hervor. Seit 2009 treten diese Firmen unter der Marke Altran auf.
Das Unternehmen ist in Deutschland an 30 Standorten vertreten. Jährlich stellt das Unternehmen rund 400 Ingenieure ein. Seit dem 1. Januar 2013 gehört das Unternehmen IndustrieHansa mit 1900 Mitarbeitern und einem Jahresumsatz von 163 Millionen Euro (2012) zur Altran Group. Mit der Akquisition ist Altran in die Top 5 der umsatzstärksten Engineering-Dienstleister in Deutschland aufgerückt.
Nach einer freundlichen Übernahme durch Capgemini wurde Altran am 15. April 2020 von der Pariser Börse genommen und firmiert seitdem als 100%iges Tochterunternehmen. Im April 2021 folgte der nächste Schritt der Integration: Aus der Marke Altran wurde Capgemini Engineering.

## Projekte

### Automobilindustrie
Ein Tätigkeitsschwerpunkt in Deutschland liegt im Bereich Automobilindustrie, wo das Unternehmen Kooperationspartner zahlreicher Automobilhersteller und derzeit stark in die Entwicklung von Wasserstofffahrzeugen und Hybridfahrzeugen involviert ist. Zudem beschäftigt sich Altran mit der Technologie-Entwicklung: auf der Internationalen Automobilausstellung (IAA) in Frankfurt stellte Altran im Jahr 2012 mit dem Quimera AEGT das nach eigenen Angaben schnellste Elektroauto der Welt vor. 2012 war Altran offizieller Partner des Teams PEUGEOT RCZ NOKIA für die Teilnahme am vierzigsten 24-Stunden-Rennen auf dem Nürburgring sowie der VLN Langstrecken-Meisterschaft.

### Luft- und Raumfahrt
Im Bereich Luft- und Raumfahrt ist Altran mit rund 5.000 Mitarbeitern weltweit Partner verschiedener Unternehmen. Altran ist als E2S Group A Supplier von Airbus zertifiziert und war beispielsweise an der Entwicklung und Fertigung des A380 beteiligt. In den Aufgabenbereich fielen die Koordination aller Elektronikarbeiten vor Ort in Toulouse, die Mitarbeit am Cockpit-Design, die Entwicklung eines Wasser- und Abwassersystems sowie eines Interphone Panels, einer Kommunikationsverbindung zwischen Frachtraum und Cockpit des A380-Frachters. Zudem ist Altran offizieller preferred supplier bei OHB und damit indirekt am Bau des europäischen Galileo-Projekts beteiligt. Altran war darüber hinaus von 2011 bis 2015 maßgeblich am EU-Forschungsprojekt SARISTU (Smart Intelligent Aircraft Structures) beteiligt, das durch das 7. Rahmenprogramm der Europäischen Union gefördert wurde.

### Solar Impulse
Altran war an der Realisierung des Projekts Solar Impulse von Bertrand Piccard beteiligt, in dessen Rahmen ein Flugzeug entwickelt wurde, das ausschließlich mit Solarenergie eine Weltumrundung durchführte. Altran unterstützte das Projekt unter anderem in den Bereichen Projekt- und Risikomanagement und stellt sein Expertenwissen aus den Bereichen Luftfahrt, erneuerbare Energien und nachhaltige Entwicklung zur Verfügung. Altran hatte sich bereits an der Realisierung eines Flugsimulators zur Entwicklung von Flugstrategien (Anpassung der Flugroute an die Wetterbedingungen) und an der Optimierung des Flugzeugdesigns sowie der untergeordneten Systeme beteiligt.

### Motorsport
Altran engagiert sich zudem seit geraumer Zeit im Motorsport. So ist das Unternehmen seit Oktober 2009 „Official Partner of BMW Motorrad Motorsport“. Im Rahmen dieses Sponsoring ist Altran im Bereich Motorsteuerung bei BMW Motorrad Motorsport tätig und unterstützt bei der Weiterentwicklung des Steuergerätes.
Zudem ist Altran beratend und entwickelnd in Fragen der Energietechnik, in der Telekommunikationsbranche sowie im Bereich Schienenverkehr und Schifffahrt tätig.
Zu den Kunden zählen u. a. Airbus, Audi, BMW, Carl Zeiss, Continental, Daimler, Deutsche Bank, Deutsche Telekom, Porsche, Postbank, Vodafone, Volkswagen und Siemens.

## Altran Foundation for Innovation
Die gemeinnützige Stiftung Altran Foundation for Innovation wurde 1996 in Paris gegründet und schreibt jährlich zu einem aktuellen Thema einen internationalen Preis aus. Damit möchte das Unternehmen seiner gesellschaftlichen Verantwortung nachkommen, technologische Entwicklungen im Dienste der Allgemeinheit zu fördern. Die Weiterentwicklung des Siegerprojekts wird von Consultants der Unternehmensberatung über die Dauer von einem Jahr fachlich und strategisch unterstützt, der Gegenwert dieses Consultings beträgt bis zu 1 Million Euro. Außerdem erhält der Sieger eine Prämie von 16.000 Euro.
2006 stand der Wettbewerb unter dem Motto „Technologische Innovation und Energie“. Gewonnen hat das Projekt „Maxxun“ aus den Niederlanden mit einem Solarsystem auf Grundlage der Technologie Luminescent Solar Concentrating (LSC). Das Thema des Preises 2007 lautete: „Baustelle Mensch. Medizinischer Fortschritt durch technologische Innovation“. Gewinner wurde der französische Augenspezialist Sahel mit seinem Projekt zur Herstellung einer künstlichen Netzhaut, die erblindeten Patienten unter bestimmten Bedingungen das Augenlicht zurückgeben kann.
Das Thema für den Award 2008 war CO2-Reduktion: die technologische Herausforderung unserer Zeit und richtete sich an Bewerber mit Projekten in verschiedensten Technologiebereichen (Energie, Transport, Building, Manufacturing Industry, Aeronautics…). Gewonnen hat es der spanische Architekturwissenschaftler Francisco Gallo Mejía mit seinem Projekt der „bewohnbaren Kohlendioxid-Senke“.
Im Jahr 2012 wurde der Wettbewerb jeweils national vergeben und in Deutschland in Kooperation mit dem Magazin Wirtschaftswoche durchgeführt. Erstmals wurden auch Unternehmen zu dem Ideenwettbewerb zugelassen, der 2012 unter dem Thema „Sustainovation – der Schlüssel zu einer immer besseren Eco-Effizienz“ stand. Den ersten Preis gewann die Volkswagen AG mit ihrer Strategie „Think Blue. Factory“. Einer der Kerngedanken der Strategie sieht vor, dass bis zum Jahr 2018 alle weltweiten Produktionsstandorte des Volkswagen-Konzerns den Verbrauch von Energie, Wasser, Abfall, sowie die Emissionen von CO2 und Lösemitteln in der Produktion um 25 % je Fahrzeug und Komponententeil senken werden.
2013 wurde das britische Projekt „OrganOx metra“ sowie der italienische Wettbewerbsbeitrag „Waste to Biofuels“ ausgezeichnet. Bei dem OrganOx metra-System handelt es sich um einen neuartigen Behälter, in dem Spenderlebern bis zu 24 Stunden in einem natürlichen Zustand gehalten werden können. Dieses System stellt eine Verbesserung gegenüber dem herkömmlichen Kühlungsverfahren dar, mit dem derzeit Spenderorgane konserviert werden.

## Auszeichnungen
Altran wurde 2012 vom Naturschutzbund Deutschland (NABU) der Umweltpreis „Grüne Flotte“ für umweltfreundliches Fuhrparkmanagement verliehen. Außerdem wurde Altran 2011, 2012 und 2013 als „Top Arbeitgeber“ vom CRF Institut zertifiziert.